# 56 (nombre)
« Cinquante-six » redirige ici. Pour l'année, voir 56.
Le nombre 56 (cinquante-six) est l'entier naturel qui suit 55 et qui précède 57.

## En mathématiques
Le nombre 56 est :
- un nombre composé deux fois brésilien car 56 = 4413 = 2227.
- la somme des six premiers nombres triangulaires (ce qui en fait un nombre tétraédrique).
- la somme de six nombres premiers consécutifs (3 + 5 + 7 + 11 + 13 + 17).
- un nombre tétranacci.
- un nombre oblong.

## Dans d'autres domaines
Le nombre 56 est aussi :
- Le numéro atomique de baryum, un métal alcalino-terreux.
- le numéro de la sourate Al-Waqi'a dans le Coran.
- Le nombre d'hommes qui ont signé la déclaration d'indépendance des États-Unis.
- L'indicatif téléphonique international pour appeler le Chili.
- La vitesse maximum de transmission des données analogiques à travers un Modem était de 56 kbit/s au XXe siècle.
- Au baseball, le nombre de jeux consécutifs dans lesquels Joe DiMaggio eu une base en 1941, ce qui est toujours un record.
- Le n° du département français du Morbihan.
- Années historiques : -56, 56 ou 1956.
- Ancienne ligne 56 du tram de Bruxelles.
- Le numéro porté par la Ferrari 125 S de Franco Cortese lors du Grand Prix de Rome 1947, première victoire de la Scuderia Ferrari en compétition automobile.